# Ligue internationale pour l'éducation nouvelle
La Ligue internationale pour l'Éducation Nouvelle (LIEN) fut créée en 1921 lors du premier congrès de l'éducation nouvelle à Calais. Au cours des années qui suivent et jusqu'à la Seconde Guerre mondiale, ses congrès rassembleront les militants de l'éducation nouvelle, permettant des échanges sur les pratiques et les travaux de recherche de chacun. 
Parmi les cofondateurs figurent John Dewey, Ovide Decroly, Jean Piaget, Maria Montessori, Beatrice Ensor, Adolphe Ferrière et Elisabeth Rotten.

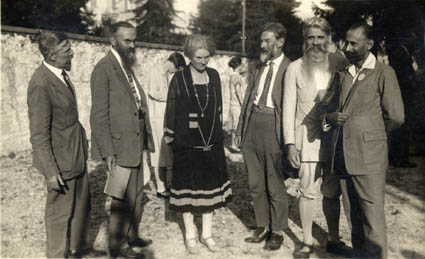
Ovide Decroly, Pierre Bovet, Beatrice Ensor, Édouard Claparède, Paul Geheeb et Adolphe Ferrière à un congrès de la Ligue

## La charte de l'éducation nouvelle
La première charte de l'éducation nouvelle est rédigée par Adolphe Ferrière pour le premier congrès de la LIEN en 1921. Elle explique en 30 points les caractéristiques qui font d'une école, une école nouvelle.

## Les différents congrès

### Congrès fondateur à Calais (6 août 1921)
La plupart des grands noms de l'éducation nouvelle sont présents à ce congrès : Adolphe Ferrière bien sûr, Jean Piaget, Maria Montessori et AS Neill qui fondera l'école de Summerhill quelques mois plus tard. Marqués par les dégâts de la Première Guerre mondiale, il s'agit pour eux de lancer le grand projet d'une éducation internationale.
Henri Wallon dira plus tard :
« Ce Congrès était le résultat du mouvement pacifiste qui avait succédé à la Première Guerre mondiale. Il avait semblé alors que pour assurer au monde un avenir de paix, rien ne pouvait être plus efficace que de développer dans les jeunes générations le respect de la personne humaine par une éducation appropriée. Ainsi pourraient s'épanouir les sentiments de solidarité et de fraternité humaines qui sont aux antipodes de la guerre et de la violence. »
C'est à l'occasion de ce premier congrès qu'est fondée la revue Pour l'ère nouvelle.

### Congrès de Montreux (1923)
Adolphe Ferrière, Édouard Claparède, Émile Coué y interviennent, ainsi que Roger Cousinet qui rend compte de ses travaux sur la méthode libre de travail par groupe. C'est le premier congrès auquel assiste Célestin Freinet, qui en sort très intéressé mais dubitatif quant aux possibilités d'application dans un milieu prolétaire.

### Congrès de Locarno (1927)
Le thème de ce congrès était « Que faut-il entendre par Liberté en éducation ? ». La chorale des enfants de l'institut Frantisek Bakule participe à la cérémonie d'ouverture de ce congrès. C'est à cette occasion que Paul Faucher fait la connaissance de Bakulé.

### Congrès de Nice (1932)
Le thème de ce congrès était « L'éducation dans ses relations avec l'éducation sociale ». Y étaient présents, entre autres, Roger Cousinet, Paul Langevin, Robert Dottrens et Célestin Freinet.
Selon Élise Freinet , le congrès fut dominé par le prestige de Maria Montessori, qui présente l'utilisation de son matériel pédagogique. Freinet y présente également ses travaux sur l'imprimerie en classe, commencés dès 1922.
Le congrès est immédiatement  suivi de celui de Coopérative de l'enseignement laïc, à Saint-Paul-de-Vence, auquel sont conviés les participants du congrès de la ligue.

### Congrès 'de retrouvailles' àParis(1946)
Les congrès sont interrompus pendant la Seconde Guerre mondiale. En 1946, un congrès dit 'de retrouvailles' est organisé. Il n'aura pas le succès escompté, et la politisation croissante des différents mouvements dans un contexte de guerre froide aura raison de ces rencontres internationales. 

## Travaux
Outre ces congrès, la Ligue internationale pour l'éducation nouvelle publiait les travaux des pédagogues du mouvement dans la revue Pour l'ère nouvelle. Cette revue paraissait à l'origine en trois langues, la version francophone étant coordonnée par Adolphe Ferrière, la version anglophone - The new Era - par Beatrice Ensor et A. S. Neill et celle en allemand - Das werdende Zeitalter - par Elisabeth Rotten.

## La Ligue internationale pour l'éducation nouvelle et ses déclinaisons nationales
En France, en 1929, d'un groupe d'abonnés à la revue Pour l’Ère Nouvelle se forme le Groupe français d’éducation nouvelle (GFEN) hébergé dans les locaux du Musée pédagogique de l’Éducation nationale. D'autres groupes nationaux émergeront plus tardivement.

## Les nouvelles Rencontres internationales de l'éducation nouvelle
Depuis 2003, les différents mouvements nationaux d'éducation nouvelle ont créé une résurgence de la Ligue internationale pour l'éducation nouvelle sous le nom de Lien International de l’Éducation Nouvelle et organisent à nouveau des congrès internationaux :
- 2003, Rencontres de Namur (Belgique).
- 2006, Rencontres de Marly-le-Roi (France).
- 2009, Rencontres de Ciney (Belgique).
- 2012, Rencontres de Mahdia (Tunisie).
- 2015, Rencontres de Virton (Belgique).
- 2018, Rencontres de Timișoara et d'Eșelnița (Roumanie)[4].
- 2022, Rencontres de Bruxelles (Belgique).

En 2021, le groupe du Lien International de l’Éducation Nouvelle, l’Institut Coopératif de l’École moderne Pédagogie Freinet, le Groupe français d’éducation nouvelle, la Fédération Internationale des Mouvements de l'École moderne, la Fédération Internationale des Centres d'entraînement aux méthodes d'éducation active, la Fédération des établissements scolaires publics innovants, les CRAP-Cahiers Pédagogiques, les Centres d'entraînement aux méthodes d'éducation active, s'unissent et créent Convergence(s) pour l'éducation nouvelle, qui est une reprise des logiques fondatrices de la Ligue du LIEN de 1921.

## Filmographie
- Révolution École 1918-1939, de Joanna Grudzinska, France, 2016, 85' Production : Les Films du poisson/ Arte.